# Pethes Sándor

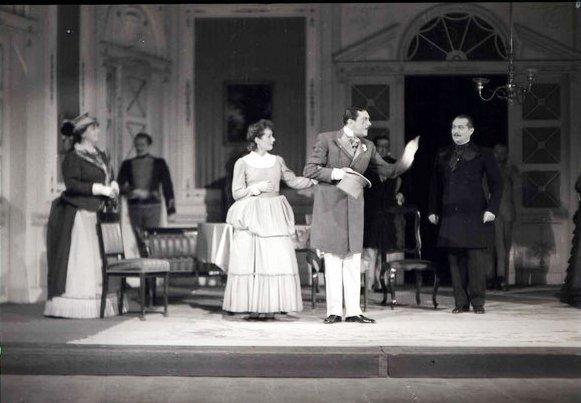
Tóth Kálmán: Nők az alkotmányban. Báró Szlankoményi: Pethes Sándor

Pethes Sándor (Kassa, 1899. május 28. – Budapest, 1981. június 29.) magyar színész, érdemes és kiváló művész. Dénes Györggyel együtt alkották a Dénes–Pethes-duót, és nagy népszerűségre tettek szert.

## Életpályája
Édesapja, Pethes Imre az első magyar Cyrano és az egyik leghíresebb Shakespeare-színész, édesanyja pedig sikeres primadonna volt.
Habár már 1916-tól az Apolló Kabaréban játszott, a Színművészeti Főiskolát csak 1920-ban végezte el. Rövid ideig (1921–1922-ben) a Renaissance, majd 1922-től 1949-ig a Nemzeti Színház tagja volt. Fellépett a Fővárosi Nyári Színkörben (1920-ban), az újpesti Blaha Lujza Színházban (1922-ben), a Sziget Színpadon és a Városi Színházban (1924-ben), a Fővárosi Operettszínházban (1927-ben és 1934-ben), a Kamara Színházban (1932-ben). Sok kabaréban játszott, sokszor Dénes Györggyel együtt: a Pódiumon (1921-ben), a Pesti Kabaréban (1923-ban), a Békeffi Kabaréban (1924-ben), az Andrássy úti Színházban (1924-ben, 1927-ben és 1932-ben), a Terézkörúti Színpadon (1926-ban és 1928-ban), a New York Kabaréban (1930-ban), a Komikusokban (1931-ben), a Pódium Kabaréban (1936-ban és 1945 és 1948 között).
1949-től 1954-ig az Ifjúsági Színház, 1955 és 1956 között a Petőfi és Jókai Színház, 1957–1959 között a Magyar Néphadsereg Színháza, 1960-tól haláláig, 1981-ig pedig a Vígszínház tagja volt. Sok filmben kapott szerepet, vígjátékokban és drámákban egyaránt játszott. 1949–1950-ben a Színiakadémián színészmesterséget tanított. 1954-ben érdemes művész, 1974-ben pedig kiváló művész díjat kapott.
1981. június 29-én Budapesten halt meg. A Farkasréti temetőben helyezték örök nyugalomra.

## Fontosabb színházi szerepei
A Színházi adattárban regisztrált bemutatóinak száma (1946–): 89. Ugyanitt huszonhat színházi fotón is látható. Utolsó bemutatója 1981. április 10-én volt a Vígszínházban. Csehov, Platonov című darabjában Markót játszotta.
- Poole: Pry Pál
- William Shakespeare: Szentivánéji álom – Ösztövér
- Vörösmarty Mihály: Csongor és Tünde – Berreh
- Zilahy Lajos: Süt a nap – A forgalmista
- Goldoni: A hazug – Pantalone
- William Shakespeare: Macbeth – Kapus
- Molière: Kotnyelesek – Lisander
- Nestroy–Heltai Jenő: Lumpáciusz Vagabundusz – Cérna szabó
- Rostand: A sasfiók – Ferenc császár
- Déry Tibor: Kedves bópeer… – Após
- Molnár Ferenc: Az üvegcipő – Gál kapitány

## Magyar Rádió
- Meilhac-Halévy: A tücsök (1934)
- Segesdy László: A debreceni lunátikus (1936)
- Szilárd János: A juhásznak jól megy dolga (1936)
- Gerő Gyula: Huszárok (1937)
- Madách Imre: Az ember tragédiája (1938)
- Móricz Zsigmond: Aranyos öregek (1939)
- Arisztophanész: Madarak (1946)
- Phillippe D'Ennery: Richelieu emlékiratai (1946)
- Tamási Áron: Hullámzó vőlegény (1947)
- Gogol-Karinthy: A köpeny (1948)
- Sándor Kálmán: Helyszíni közvetítés gróf Hunyady Dömötör tüdejéből (1948)
- William Shakespeare: Felsült szerelmesek (1948)
- Abezgous-Brustein: Az elvarázsolt festmény (1949)
- George Farquhard: A két szerencsevadász (1949)
- Dékány András: A verbunkos cigány (1950)
- Szász Péter: Zúg a folyó (1951)
- Szentgyörgyi Elvira: Háráp Álb (1951)
- Verseghy Ferenc: Kaczaifalvy (1951)
- Bárdos lászló: Kállai kettős (1953)
- Móricz Zsigmond: Légy jó mindhalálig (1953)
- Kemény Egon–Ignácz Rózsa–Soós László–Ambrózy Ágoston: Hatvani diákjai (1955), rádiódaljáték 2 részben
- Fodor József: A végső szín (1955)
- Tolnai Lajos: Jubilánsok (1956)
- Erdődy János: A korona rabszolgái (1957)
- Lovik Károly: Az aranypolgár (1958)
- Molnár Ferenc: Egy, kettő, három (1958)
- Twain, Mark: Tamás úrfi mint detektív (1958)
- Szerb Antal: Szerelem a palackban (1959)
- Királyhegyi Pál: A ház közbeszól (1960)
- Dold-Mihajlik: Ordasok között (1961)
- Harmat Judit: A lélek magvetői (1961)
- Honoré de Balzac: Elveszett illúziók (1961)
- Jókai Mór: A mosolygó nagy mesemondó (1961)
- Maeterlinck, Maurice: A kék madár (1961)
- Móricz Zsigmond: A boldog ember (1961)
- Rentzsch, Gerhard: Biztonság: oké! (1961)
- Takács Tibor: A hét lépés vers legendája (1961)
- Gyárfás Miklós: Kényszerleszállás (1962)
- Mándy Iván, László Endre: Robin Hood kalandjai (1962)
- Miller, Arthur: Gyújtópont (1962)
- Shaw, Irwin: Hazafiak (1962)
- Stoenescu-Octavian: Magaviseletből elégtelen (1962)
- Hemingway: Búcsú a fegyverektől (1963)
- Jókai Mór: És mégis mozog a föld... (1963)
- Osváth Zsuzsa: Kossuth (1963)
- Barsi Dénes: Eltűnik a vajdakincs (1964)
- Weyrauch, Wolfgang: Japáni halászok (1964)
- Móricz Zsigmond: Aranyos öregek (1964)
- Rodari-Sardarelli: A vágy füve (1964)
- Sahname, A.: Achmed és a tevehajcsár (1964)
- Don Juan kalandos élete (1965)
- Grozdana Olujić: A szerelemre szavazok (1965)
- Schneider, Rolf: A harmadik keresztesháború (1965)
- Obrenovics, Alexandar: Don Juan visszatér (1965)
- Sok a szöveg (1966)
- Dickens, Charles: Dombey és fia (1967)
- Mikszáth Kálmán: A két koldusdiák (1967)
- Momo Kapor: Álomhinta (1967)
- Metta V. Victor: Egy komisz kölyök naplója (1968)
- Gáspár Margit: Memento (1969)
- Mocsár Gábor: Kerek egymillió (1969)
- Kisfaludy Károly: Kérők (1970)
- Harmath Judit: A tábornok, akinek golyó van a fejében (1971)
- László Endre: "Te csak húzzad, Bihari!" (1971)
- Lipták Gábor: A kevi dénárok (1971)
- Weissenborn, Theodor: Hősi példa (1971)
- Mándy Iván: Üres osztály (1974)
- Berza László: Magyar László a fekete kontinensen (1975)
- Csukás István: Utazás a szempillám mögött (1975)
- Gyurkovics Tibor: Óriáskifli (1975)
- Vihar Béla: A kék tündér hídja (1975)
- Bendová, Krista: Egy öreg ház három csodája (1976)
- Csukás István: Már megint elkalandozott az eszem (1977)
- Basar Sabuncu: A megtiszteltetés (1978)
- Régi kövek beszélnek életről és halálról (1980)

## Filmszerepei

### Játékfilmek
- Rongyosok (1926) – Laboda Lajos
- Átok vára (1927) – A kutatók sofőrje
- Csak egy kislány van a világon (1929) – Tamássy Bódi
- A kék bálvány (1931) – Jim, Mary vőlegénye
- Tavaszi zápor (1932) – Táncmester
- Kísértetek vonata (1933) – Nászutas
- Az iglói diákok (1934) – Logikatanár
- Az új rokon (1934) – Bernáth István
- Búzavirág (1934) – Tanító
- Ida regénye (1934) – Dr. Csorba
- Lila akác (1934) – Bajmóczi
- Meseautó (1934) – Józsi, a sofőr
- Mindent a nőért (1934)
- A csúnya lány (1935) – Ügyvéd
- A királyné huszárja (1935) – Szeles Berci
- A nagymama (1935) – Tódorka Szilárd
- Az okos mama (1935) – Pemete, tűzoltóparancsnok
- Budai cukrászda (1935) – Szobotka tanár úr
- Elnökkisasszony (1935) – Gáldy Péter
- Ez a villa eladó (1935) – Dani, szélhámos, prímás
- Köszönöm, hogy elgázolt (1935) – Terka lovagja
- Szent Péter esernyője (1935) – Gregorics Gáspár
- Szerelmi álmok (1935) – Spiridon, Liszt mindenese
- Évforduló (1936) – Szakértő
- Három sárkány (1936) – Dr. Balogh, ügyvédjelölt
- Havi 200 fix (1936) – Aczél, igazgató
- Légy jó mindhalálig (1936)
- Pókháló (1936) – Főigazgató
- Szenzáció (1936) – Cirkuszi titkár
- A férfi mind őrült (1937) – Nyári Béla, újságíró
- A Noszty fiú esete Tóth Marival (1937) – Hadnagy
- Az ember néha téved (1937) – Sztancsek
- Családi pótlék (1937) – Arisztid
- Hotel kikelet (1937) – Teleki
- Pesti mese (1937) – Vegetáriánus
- Pogányok (1937) – Ekese igric
- Rád bízom a feleségem (1937) – Róbert
- Segítség, örököltem! (1937) – A báró bohém barátja
- A 111-es (1938) – Ál-rendőrfogalmazó (rendőr)
- A hölgy egy kissé bogaras (1938) – Gerber úr
- A leányvári boszorkány (1938) – Cirkuszigazgató
- A papucshős (1938) – Rácz Péter
- Azurexpressz (1938) – Szájharmonikás a vonaton
- Beszállásolás (1938) – Árkossy apja
- Borcsa Amerikában (1938) – Frankovics, angoltanár
- Elcserélt ember (1938) – Főhadnagy
- Döntő pillanat (1938) – Kárász
- Két fogoly (1938) – Tiszt
- Magdát kicsapják (1938)
- Pillanatnyi pénzzavar (1938) – Kiksz
- Piros bugyelláris (1938) – Pennás, a jegyző
- Rozmaring (1938) – Forgalmista
- Süt a nap (1938) – Kopácsi Gyula
- Szegény gazdagok (1938) – Lapussa János
- Tizenhárom kislány mosolyog az égre (1938) – Pincér
- Vadrózsa (1938) – Farkas
- Varjú a toronyórán (1938) – Pista
- 5 óra 40 (1939) – Ügyvéd
- A varieté csillagai (1939)
- Bors István (1939) – Ügyvédbojtár
- Halálos tavasz (1939) – Dr. Csokonai István
- Hat hét boldogság (1939) – A részeges kalligráfus
- Hölgyek előnyben (1939) – Péter/Pierette
- Magyar feltámadás (1939) – Cigányprímás
- Menschen vom Variete (1939)
- Nem loptam én életemben (1939)
- Pénz áll a házhoz (1939) – Bankár
- Szervusz, Péter! (1939) – Ferenc, Tornay inasa
- Tökéletes férfi (1939) – Dr. Leonidas, baktitkár
- A nőnek mindig sikerül (1940) – Berengár
- A szerelem nem szégyen (1940) – Cserép Mihály, nyelvtanár
- Balkezes angyal (1940) – Ispán
- Férjet keresek (1940) – Gimessy
- Göre Gábor visszatér (1940) – Durbints sógor
- Hazajáró lélek (1940) – Báró Dulcinszky
- Igen, vagy nem? (1940) – Dr. Szekeres
- Jöjjön elsején! (1940)
- Mindenki mást szeret (1940)
- Párbaj semmiért (1940) – Gyógyszerész
- Sok hűhó Emmiért! (1940) – Dr. Fekete, Málnássy titkára
- Vissza az úton (1940) – Kocsmai részeg
- A kegyelmes úr rokona (1941) – Ödön
- Behajtani tilos! (1941) – Orvostanár
- Édes ellenfél (1941) – Szokolay, szerkesztő
- Egy csók és más semmi (1941) – Magánnyomozó
- Egy tál lencse (1941) – Lakáj
- Életre ítéltek! (1941) – Második vendég
- Háry János (1941) – Ebelasztin lovag
- Havasi napsütés (1941) – Beteg
- Juuj! Nem kell megijedni! (1941; rövid játékfilm)
- Néma kolostor (1941) – Sziluettkészítő
- Szűts Mara házassága (1941) – Kövesdy Elemér
- Tanz mit dem Kaiser (1941)
- Tökéletes család (1941) – Intéző
- Végre! (1941) – Richard, Júlia vőlegénye
- A láp virága (1942) – Az egyik részeg vendég
- A tökéletes család (1942) – Intéző
- Alkalom (1942) – Az estélyt rendező barát
- Annamária (1942) – Jimmy
- Éjfélre kiderül (1942) – Nem féltékeny férj
- Estélyi ruha kötelező (1942)
- Férfihűség (1942) – Józsi bácsi
- Gentryfészek (1942) – Ügyvéd
- Házasság (1942) – Lendvay
- Kádár kontra Kerekes (1942) – Boldizsár János, ideggyógyász
- Katyi (1942) – Lajos
- Kölcsönkért férjek (1942) – Boldizsár Ádám
- A régi nyár (1942) – Szakállas úr
- Szíriusz (1942) – Cafarelli, énekes
- Tavaszi szonáta (1942) – Róka Gedeon, tanító
- A 28-as (1943) – Boldi, színész/Timót bácsi inasa
- Aranypáva (1943)
- Jómadár (1943) – Tula úr
- Késő (1943) – Józsi bácsi
- Legény a gáton (1943) – Szabados
- Magyar sasok (1943) – Sanyi, repülős tiszt
- Megálmodtalak (1943)
- Orient expressz (1943) – Boda Géza
- Sziámi macska (1943) – Egon
- Tilos a szerelem (1943) – 103 éves nagybácsi
- Gazdátlan asszony (1944) – Perkett–táncos
- Második Magyar Kívánsághangverseny (1944)
- Sárga kaszinó (1944) – Beteg az elmegyógyintézetben
- Szerelmes szívek (1944) – Bűvész
- Vihar után (1945) – Cingár
- Beszterce ostroma (1948) – Pamutkay
- Forró mezők (1948) – Alispán
- Mágnás Miska (1948) – Gróf Eleméry
- Lúdas Matyi (1949) – Vásári hamiskártyás I.
- Állami áruház (1952) – Csorvássy (Csorvási) Félix
- Civil a pályán (1952) – Kubanek
- A harag napja (1953) – Hanák
- Én és a nagyapám (1954) – Kefehajú
- Életjel (1954) – Szász
- Fel a fejjel (1954) – Locsi
- Költözik a hivatal! (1954; rövid játékfilm) – Könyvelő
- Liliomfi (1954)
- Böske (1955; rövid játékfilm)
- Budapesti tavasz (1955) – Szentannay ezredes
- Gábor diák (1955)
- Hintónjáró szerelem (1955)
- Különös ismertetőjel (1955)
- A csodacsatár (1956) – Berthold, hegedűművész
- Mese a 12 találatról (1956)
- Tanár úr kérem… (1956) – Kökörcsin
- A császár parancsára (1957)
- A nagyrozsdási eset (1957)[3] – Brunner Ákos, hírlapíró
- Éjfélkor (1957)
- Don Juan legutolsó kalandja (1958) – Dr. Gonda Mihály
- Micsoda éjszaka! (1958) – Dr. Gonda Mihály
- Vasvirág (1958) – Dr. Beck
- A harminckilences dandár (1959) – Gróf
- Álmatlan évek (1959)
- Fapados szerelem (1960) – Paál István
- Fűre lépni szabad (1960) – A leánygimnázium igazgatója
- Két emelet boldogság (1960) – Ügyeletes orvos
- Légy jó mindhalálig (1960) – Fegyelmi biztonsági tag I.
- Alba Regia (1961)
- Jó utat, autóbusz (1961)
- Az utolsó vacsora (1962)
- Húsz évre egymástól (1962)
- A pénzcsináló (1964) – Horoghy Dániel
- Egy ember, aki nincs (1964) – Szobrászművész
- Kár a benzinért (1964) – Idős szomszéd
- És akkor a pasas… (1966) – Rendező
- Minden kezdet nehéz 1-2. (1966; rendhagyó magyar film) – Férfi az úton
- Az özvegy és a százados (1967) – „Az öreg”, Feri barátja
- Édes és keserű (1967)
- Nem várok holnapig… (1967) – Szállóvendég II.
- Társasjáték (1967)
- A veréb is madár (1968) – Nyelvtanár
- Hazai pálya (1969) – Dr. Medveczky Elemér, múzeumigazgató
- Történelmi magánügyek (1969) – Anyakönyvvezető I.
- Bűbájosok (1970)
- Ha lúd, legyen kövér (1970)
- Őrjárat az égen (1970)
- Hahó, Öcsi! (1971) – Királyi kapus
- Fuss, hogy utolérjenek! (1972) – A frankfurti bűnbanda tagja
- A magyar ugaron (1973) – Tanár
- Tűzgömbök (1975)
- Ki látott engem? (1977)

### Tévéfilmek, televíziós sorozatok
- 1919 május (1959) – Weisz
- Két találkozás (1964)
- Hétköznapi történet 1-2. (1966)
- Titkok éjszakája (1966) – Göschl
- Az OP-ART kalap (1967) – Béla bácsi
- Egy, kettő, három (1967)
- Társasjáték (1967)
- Tüskevár (1967) – Osztályfőnök
- Bözsi és a többiek 1-3. (1968)
- Isten óvd a királyt (1968)
- Kincskereső kisködmön 1-6. (1968) – Árus
- Szomorú Szerelmesek Szanatóriuma (1968)
- Egyszerű kis ügy (1969)
- Őrjárat az égen 1-4. (1969)
- Kétszer egy nem mindig kettő (1970)
- A fekete város 1-7. (1971 [1972 mozifilmként]) – Kripélyi, lőcsei szenátor
- Frakk, a macskák réme I. (1971; papírkivágásos sorozat) – Csivava tulajdonos (hang)
- Egy óra múlva itt vagyok (1971) – Oberth, kifőzdés
- Villa a Lidón 1-4. (1971)
- A Stomfay család (1972)
- A cseregyerek (1972)
- Keménykalap és krumpliorr 1-4. (1973) – Pindur Géza, szűcs
- Lauterburg városparancsnoka (1973)
- Felelet 1-8. (1974)
- A tolvaj és a bírák (1975)
- Sztrogoff Mihály (1975) (1977-es magyar szinkron)
- Az ész bajjal jár (1977)
- Doktor Senki (1977) – Friedszky báró
- Égszakadás, földindulás (1977)
- Napforduló (1977)[4]
- Petőfi (1977)
- Második otthonunk – 4. rész: A munkahely (1978)
- Váljunk el! (1978)
- A névtelen vár 1-6. (1981)

## Szinkronszerepei

### Filmek
| Év   | Cím                                                            | Szereplő                                     | Színész                    | Szinkron év |
| ---- | -------------------------------------------------------------- | -------------------------------------------- | -------------------------- | ----------- |
| 1939 | A kormány tagja (1. magyar szinkron)                           | Fedot Petrovics Krivosejev                   | Ivan Nazarov               | 1949        |
| 1939 | Aranykulcsocska (1. magyar szinkron)                           | Duramar, a falusi gazfickó                   | Szergej Martyinszon        | 1950        |
| 1939 | Emberek között (1. magyar szinkron)                            | Kachirin nagyapó                             | Mihail Trojanovszkij       | 1948        |
| 1939 | Hulló csillagok                                                | N/A                                          | N/A                        | 1974        |
| 1939 | Viborgi városrész                                              | N/A                                          | N/A                        | 1952        |
| 1940 | Az ifjú Edison                                                 | N/A                                          | N/A                        | 1965        |
| 1944 | Arzén és levendula                                             | Mr. Witherspoon, az igazgató                 | Edward Everett Horton      | 1970        |
| 1944 | Titkos küldetés                                                | Ignatyij Apollonovics Szavranszkij, szabotőr | Mihail Povolockij          | 1949        |
| 1945 | Akiket nem lehet leigázni                                      | N/A                                          | N/A                        | 1951        |
| 1945 | Elbűvölve (1. magyar szinkron)                                 | Dr. Alexander Brulov                         | Mihail Csehov              | 1971        |
| 1945 | Férfiszenvedély                                                | Zálogos                                      | N/A                        | 1972        |
| 1945 | Rettegett Iván II. – A bojár összeesküvés                      | N/A                                          | N/A                        | 1964        |
| 1946 | Az eskü                                                        | Turgunbajev                                  | Pavel Ismatov              | 1951        |
| 1946 | Fiam, a tanár úr                                               | N/A                                          | N/A                        | 1955        |
| 1947 | Egy életen át (1. magyar szinkron)                             | N/A                                          | N/A                        | 1952        |
| 1947 | Hallgatni arany                                                | Joseph, a könyvelő                           | Paul Ollivier              | 1979        |
| 1947 | Orosz kérdés                                                   | N/A                                          | N/A                        | 1950        |
| 1948 | Botrány Clochemerle-ben                                        | Tafardel                                     | Roland Armontel            | 1951        |
| 1948 | Sztálingrádi csata I.                                          | Adam                                         | Nyikolaj Nyikolajevszkij   | 1949        |
| 1949 | Alekszandr Popov                                               | Rybkin                                       | Alekszandr Boriszov        | 1950        |
| 1949 | Berlin eleste                                                  | Porosz katonatiszt                           | N/A                        | 1950        |
| 1949 | Van hazájuk                                                    | N/A                                          | N/A                        | 1950        |
| 1950 | Az aranycsillag lovagja                                        | Ragulin                                      | Vlagyimir Ratomszkij       | 1951        |
| 1950 | Hatalmas erő                                                   | N/A                                          | N/A                        | 1951        |
| 1950 | Muszorgszkij                                                   | Alexander Dargomizki                         | Fjodor Nyikityin           | 1951        |
| 1950 | Titkos megbízatás                                              | Himmler                                      | Pjotr Berjozov             | 1950        |
| 1951 | A gonosz favágó                                                | N/A                                          | N/A                        | 1956        |
| 1951 | Aladdin és a csodalámpa                                        | N/A                                          | N/A                        | 1952        |
| 1951 | Egy nyáron át táncolt                                          | Kerstin apja                                 | N/A                        | 1954        |
| 1951 | Fények a faluban                                               | Saamu                                        | Hugo Laur                  | 1951        |
| 1951 | Haláldűlő                                                      | N/A                                          | N/A                        | 1974        |
| 1951 | Isten után az első (1. magyar szinkron)                        | N/A                                          | N/A                        | 1951        |
| 1952 | A boldogság madara                                             | Trifon                                       | Mihail Trojanovszkij       | 1953        |
| 1952 | A fehér sejk                                                   | Fortuna doktor                               | Ernesto Almirante          | 1962        |
| 1952 | Széttört bilincsek                                             | N/A                                          | N/A                        | 1952        |
| 1952 | Trent utolsó kalandja                                          | N/A                                          | N/A                        | 1963        |
| 1953 | A félelem bére (1. magyar szinkron)                            | Doktor                                       | N/A                        | 1955        |
| 1953 | Isten hozta, Mr. Marshall!                                     | N/A                                          | N/A                        | 1955        |
| 1954 | A hűség próbája                                                | N/A                                          | N/A                        | 1955        |
| 1954 | Keresem az igazságot                                           | N/A                                          | N/A                        | 1955        |
| 1955 | 420-as urak                                                    | N/A                                          | N/A                        | 1976        |
| 1955 | Vízkereszt                                                     | Keszeg András                                | Georgij Vicin              | 1956        |
| 1956 | Svejk, a derék katona                                          | N/A                                          | N/A                        | 1957        |
| 1957 | Svejk, a derék katona 2.                                       | N/A                                          | N/A                        | 1958        |
| 1957 | Tisztes úriház (1. magyar szinkron)                            | N/A                                          | N/A                        | 1961        |
| 1958 | A félkegyelmű                                                  | Lebedev                                      | Szergej Martyinszon        | 1958        |
| 1959 | A megjavultban bízni kell                                      | Misa bácsi                                   | Borisz Szaburov            | 1960        |
| 1959 | A Nap mindenkinek világít                                      | N/A                                          | N/A                        | 1960        |
| 1959 | Az elvarázsolt herceg                                          | N/A                                          | N/A                        | 1960        |
| 1959 | Diplomácia, óh!                                                | Davidson képviselő                           | Miles Malleson             | 1960        |
| 1959 | Foma Gorgyejev (1. magyar szinkron)                            | N/A                                          | N/A                        | 1960        |
| 1960 | A kalandor                                                     | N/A                                          | N/A                        | 1961        |
| 1960 | Az édes élet                                                   | Steiner idős vendége                         | Desmond O’Grady            | 1972        |
| 1960 | Kísértetkastély Spessartban                                    | N/A                                          | N/A                        | 1973        |
| 1960 | Vigyázz, nagymama!                                             | N/A                                          | N/A                        | 1961        |
| 1961 | A fekete ló                                                    | Anton, a főportás                            | Raoul Retzer               | 1973        |
| 1961 | A szövetséges                                                  | N/A                                          | N/A                        | 1980        |
| 1961 | A világ minden aranya (1. magyar szinkron)                     | N/A                                          | N/A                        | 1962        |
| 1961 | Az elnök                                                       | N/A                                          | N/A                        | 1977        |
| 1962 | Bűnös angyal                                                   | Öreg                                         | Borisz Csirkov             | 1963        |
| 1962 | Iván gyermekkora (első-két magyar szinkron)                    | N/A                                          | N/A                        | 1962        |
| 1962 | Iván gyermekkora (első-két magyar szinkron)                    | Öregember                                    | Dmitrij Miljutyenko        | 1981        |
| 1963 | A hóhér                                                        | N/A                                          | N/A                        | 1967        |
| 1963 | A sárga kocsi                                                  | N/A                                          | N/A                        | 1969        |
| 1963 | Egy ember ára                                                  | Johnson                                      | William Hartnell           | 1964        |
| 1963 | Kezek a város felett                                           | N/A                                          | N/A                        | 1964        |
| 1964 | Az ég kulcsa                                                   | Férfi az autóban                             | N/A                        | 1965        |
| 1964 | Jean-Marc, avagy a házasélet                                   | N/A                                          | N/A                        | 1972        |
| 1964 | Zorba, a görög (1. magyar szinkron)                            | Férfi a tömegben                             | N/A                        | 1966        |
| 1965 | Az ’I’ akció                                                   | Raktárfőnök                                  | Vlagyimir Vlagyiszlavszkij | 1966        |
| 1965 | A fáraó                                                        | N/A                                          | N/A                        | 1966        |
| 1965 | Az örökség                                                     | N/A                                          | N/A                        | 1968        |
| 1965 | Falstaff (1. magyar szinkron)                                  | Shallow                                      | Alan Webb                  | 1967        |
| 1966 | San Gennaro kincse                                             | N/A                                          | N/A                        | 1968        |
| 1966 | Nyaralók                                                       | N/A                                          | N/A                        | 1967        |
| 1967 | Nemsokára itt a tavasz                                         | N/A                                          | N/A                        | 1969        |
| 1967 | Tűz van, babám!                                                | N/A                                          | N/A                        | 1968        |
| 1967 | Vér folyt a Blandings kastélyban                               | Clarence                                     | Fritz Schulz               | 1970        |
| 1968 | Emberi torpedó                                                 | N/A                                          | N/A                        | 1980        |
| 1968 | Feketeszakáll szelleme                                         | Mr. Ainsworth, banktisztviselő               | William Fawcett            | 1970        |
| 1969 | Egy királyi álom                                               | Telecles                                     | Chris Marks                | 1975        |
| 1970 | Kis nagy ember (1. magyar szinkron)                            | Jack Crabb idősen                            | Dustin Hoffman             | 1973        |
| 1970 | Leon és az Atlanti-fal (1. magyar szinkron)                    | N/A                                          | N/A                        | 1971        |
| 1970 | Menekülés                                                      | N/A                                          | N/A                        | 1972        |
| 1970 | Salud, Marija!                                                 | N/A                                          | N/A                        | 1971        |
| 1970 | Uraim, megöltem Einsteint! (1. magyar szinkron)                | N/A                                          | N/A                        | 1970        |
| 1971 | A pap felesége (1. magyar szinkron)                            | Caldana atya                                 | Augusto Mastrantoni        | 1978        |
| 1971 | A sziklabarlang titka                                          | Aranyszáj                                    | Abdi Ibraimov              | 1973        |
| 1971 | Csoda olasz módra (1. magyar szinkron)                         | N/A                                          | N/A                        | 1972        |
| 1971 | Florentin utca 73.                                             | Hugo                                         | Friedrich Richter          | 1973        |
| 1971 | Minden lében két kanál – 1. rész: Nyitány (1. magyar szinkron) | N/A                                          | N/A                        | 1972        |
| 1971 | Optimista tragédia                                             | Fedélzetmester                               | Hermann Hiesgen            | 1974        |
| 1972 | A rendőrség száma 110 – II/6. rész: Egy kis alibi              | Wilhelm Hoppe                                | Friedrich Richter          | 1973        |
| 1972 | Mondj búcsút, Maggie!                                          | N/A                                          | N/A                        | 1975        |
| 1973 | Olaszok hihetetlen kalandjai Leningrádban                      | Színházi rendező                             | Jurij Sepelev              | 1975        |
| 1974 | Az előkelő alvilág                                             | N/A                                          | N/A                        | 1976        |
| 1974 | Az utazás (1. magyar szinkron)                                 | Dr. Mascione                                 | Renato Pinciroli           | 1976        |
| 1975 | A hazáért harcoltak                                            | N/A                                          | N/A                        | 1981        |
| 1975 | Napsugár fiúk (1. magyar szinkron)                             | Férfi a meghallgatáson                       | Jack Bernardi              | 1977        |
| 1976 | Beethoven                                                      | N/A                                          | N/A                        | 1977        |
| 1977 | Nick Carter, a szuperdetektív                                  | N/A                                          | N/A                        | 1979        |

### Sorozatok
| Év   | Cím                                       | Szereplő                    | Színész            | Szinkron év |
| ---- | ----------------------------------------- | --------------------------- | ------------------ | ----------- |
| 1966 | Őrjárat a kozmoszban (1. magyar szinkron) | Sir Arthur, vezérkari főnök | Franz Schafheitlin | 1967        |
| 1978 | A bábu 1-9.                               | További szereplők           | N/A                | 1980        |

### Rajzfilmek
| Év        | Cím                                     | Szereplő          | Szinkronhang   | Szinkron év |
| --------- | --------------------------------------- | ----------------- | -------------- | ----------- |
| 1958-1960 | Foxi Maxi show                          | További szereplők | N/A            | 1963-1965   |
| 1962      | Frédi és Béni III. (1. magyar szinkron) | N/A               | N/A            | 1974        |
| 1968      | Sárga tengeralattjáró                   | Lord Mayor        | Dick Emery     | 1977        |
| 1969      | Csizmás Kandúr                          | Király            | Maszuda Kiiton | 1976        |
| 1975      | Hugó, a víziló                          | N/A               | N/A            | 1975        |

## Díjai, elismerései
- Érdemes művész (1954)
- Kiváló művész (1974)